# جاما نورولوژی
جاما نورولوژی (انگلیسی: JAMA Neurology) یک ژورنال پزشکی با داوری همتا است که توسط انجمن پزشکی آمریکا منتشر می‌شود. این نشریهٔ علمی از سال ۱۹۶۰ آغاز به کار کرد و سردبیر فعلی آن (سال ۲۰۲۴) «اس. اندرو جوزفسون» است. مطابق گزارش استنادی مجلات در سال ۲۰۲۱، ضریب تأثیر آن ۲۹٫۹۰۷ بود که آن را در رتبهٔ سوم از ۲۱۲ ژورنال‌های «نورولوژی بالینی» قرار می‌دهد.